# Mediaspeler
Een mediaspeler is software of een elektronisch apparaat dat in staat is om multimediabestanden af te spelen. De meeste mediaspelers ondersteunen meerdere mediaformaten, waaronder audio- en videobestanden.
Naast basisfuncties, zoals afspelen, pauzeren, stoppen, terugspoelen en vooruitspoelen, hebben veel mediaspelers ook functies zoals het beheren van afspeellijsten en ondertitels, het labelen van bestanden en een equalizer.

## Software
Enkele populaire software mediaspelers zijn Windows Media Player, iTunes, QuickTime Player, WinAmp, VLC media player en XBMC. Door deze mediaspelers op de computer te installeren kunnen verschillende multimediabestanden afgespeeld worden. Echter, niet elke mediaspeler speelt elk bestand formaat af. Hiervoor zijn de mediaspelers afhankelijk van de codecs die samen met de mediaspeler dan wel los geïnstalleerd zijn.

## Apparaat (hardware)
Een fysieke mediaspeler, ook wel media player of media streamer genoemd in het Engels, is een elektronisch apparaat dat met een (HDMI-)kabel verbonden is aan een beeldscherm en zo verschillende multimediabestanden afspeelt. Sommige mediaspelers hebben een interne harde schijf van waar media kan worden afgespeeld. Andere hebben alleen streaming-mogelijkheden of juist beide opties. Bovendien zijn er vaak mogelijkheden om USB-sticks of geheugenkaartjes op aan te sluiten en hiervandaan mediabestanden af te spelen. De functionaliteiten en aansluitmogelijkheden van een mediaspeler zijn afhankelijk van het type en merk.
Enkele voorbeelden van populaire mediaspelers zijn Apple TV en Roku. Ook hier is het afhankelijk van de geïnstalleerde codecs welke mediaformaten afgespeeld worden.